# ISIC
ISIC (International Student Identity Card) är ett studentkort som accepteras internationellt. Det digitala ISIC-kortet är 2020 accepterat som ett giltigt identitetskort för studenter i ett flertal länder i världen.
Liknande kort för andra typer av användare är
- ITIC (International Teacher Identity Card) är ett internationellt ID-kort för lärare som arbetar på heltid, som arbetar på ett lärosäte minst 18 timmar/vecka.
- IYIC (International Youth Identity Card) är ett internationellt ID-kort för ungdomar från 12- 30 år.